# Butterfly Karlín
AFI Karlín či Butterfly Karlín je kancelářský komplex ve čtvrti Karlín na Praze 8. Tvoří ho dvě šestipodlažní budovy. Vyznačuje se netradičními zaoblenými tvary, z ptačí perspektivy připomíná motýlí křídla. Budovy mají zelenou fasádu i střechu, komplex má certifikát BREEAM Excellent označující energetickou úspornost a trvalou udržitelnost stavby. Uvnitř je celkem 23 000 metrů čtverečních pronajímatelných ploch. Projekt byl dostaven v roce 2018. Za návrhem stojí český ateliér CMC Architects. Celková investice developera AFI EUROPE přesáhla 45 milionů eur.
Stavba byla před postavením dlouhodobě kritizována veřejností, především kvůli svému vzhledu nezapadajícímu do historické čtvrti, větší automobilové zátěži a také díky nekomunikování developera s místními spolky. Proti stavbě byla petice, kterou podepsalo 2500 lidí, vznikla také iniciativa nazvaná „Stop výstavbě AFI Karlín Business Centra".